# Silvia Motta
Silvia Motta (Varese, 31 gennaio 1988) è un'ex pallanuotista italiana.

## Caratteristiche tecniche
Era una giocatrice dalle doti offensive, con spiccata attitudine nel concludere a rete.

## Carriera
Dopo aver praticato il nuoto in giovanissima età, viene convinta a passare alla pallanuoto dal padre, ex giocatore e allenatore. Nel 2007 con la Varese Olona Nuoto esordisce in Serie A1, poi dal 2010 ha militato in varie squadre, vincendo in particolare uno scudetto e una Coppa Italia con l’Orizzonte Catania, una Coppa LEN nelle file della Rari Nantes Imperia e poi ancora una Coppa Italia con la SIS Roma, squadra con cui nel 2020 conclude la carriera.
Ha inoltre accumulato oltre 70 presenze con la Nazionale, conquistando una medaglia d’argento in World League.

## Palmarès

### Club
- Campionato italiano: 1

Orizzonte Catania: 2011-12
- Coppe Italia: 2

Orizzonte Catania: 2011-12
SIS Roma: 2018-19
- Coppe LEN: 1

Imperia: 2014-15

### Nazionale
- World League

Kunshan 2014: